# Novenrecht
Das Novenrecht (von lat. novus = neu, unerwartet, unbekannt) ist ein Begriff aus dem Prozessrecht.
Es regelt zum einen die Möglichkeit einer Partei, in der Berufung neue Angriffs- und Verteidigungsmittel, also neue Tatsachen, Beweismittel und Einreden vorzubringen. Zum anderen bestimmt es die Voraussetzungen, unter denen eine Partei den Gegenstand des Rechtsstreites durch Klageänderung, Aufrechnung oder Widerklage noch im Rechtsmittelverfahren verändern, namentlich erweitern kann.

## Deutschland
Die seit dem 1. Januar 2002 geltende Zivilprozessreform hat das Novenrecht der deutschen Zivilprozessordnung (ZPO) neu geregelt. Die Feststellung des Sachverhaltes liegt nun weitgehend allein bei dem Gericht der ersten Instanz. Grundsätzlich stellt dieses den Sachverhalt abschließend und für die Berufungsinstanz bindend fest (vgl. § 529 Abs. 1 Nr. 1 HS 1 ZPO). Die Bindung kann allerdings ausnahmsweise entfallen, wenn das Berufungsgericht Richtigkeit oder Vollständigkeit der erstinstanzlichen Feststellungen ernsthaft bezweifelt (vgl. § 529 Abs. 1 Nr. 1 HS 2 ZPO) oder wenn eine Partei in der zweiten Instanz noch neue Tatsachen vortragen darf (vgl. § 529 Abs. 1 Nr. 2 ZPO).
Ob und inwieweit sie das darf, richtet sich nach §§ 530 bis 532 ZPO. Danach sind neue Angriffs- und Verteidigungsmittel unzulässig, wenn sie bereits in erster Instanz zu Recht als verspätet zurückgewiesen worden sind (Präklusion, § 531 Abs. 1 in Verbindung mit § 296 ZPO). Ausnahmsweise können sie noch zugelassen werden, wenn sie einen Gesichtspunkt betreffen, den das Gericht des ersten Rechtszuges erkennbar übersehen oder für unerheblich gehalten hat (§ 531 Abs. 2 Nr. 1 ZPO), wenn sie infolge eines Verfahrensmangels im ersten Rechtszug nicht geltend gemacht worden sind (§ 531 Abs. 2 Nr. 2) oder wenn ihre Geltendmachung in erster Instanz unterblieben ist, ohne dass dies auf Nachlässigkeit einer Partei beruht (§ 531 Abs. 2 Nr. 3). Soweit der Prozessgegner neue Tatsachen unstreitig stellt, hat das Berufungsgericht sie, nach überwiegender Auffassung, gleichfalls seiner Entscheidung zu Grunde zu legen.
Klageänderung, Aufrechnung oder Widerklage erstmals in der Berufungsinstanz sind nach § 533 ZPO nur sehr eingeschränkt zulässig. Erstens muss entweder der Prozessgegner hierin einwilligen oder das Gericht ihre Zulassung für sachdienlich halten. Zweitens muss die Erweiterung des Streitstoffs Tatsachen betreffen, die das Berufungsgericht nach § 529 ZPO ohnehin seiner Entscheidung zu Grunde zu legen hat. Es dürfen also keine Sachverhalte ohne Bezug zum bisherigen Tatsachenvorbringen Prozessstoff werden.

## Österreich
Gem. §§ 482, 496 der österreichischen Zivilprozessordnung dürfen in der Verhandlung vor dem Berufungsgericht grundsätzlich weder ein neuer Anspruch, noch eine neue Einrede erhoben werden. Die Sache ist vielmehr vom Berufungsgerichte an das Prozessgericht erster Instanz zur Verhandlung und Urteilsfällung zurückzuweisen. Das Neuerungsverbot bildet ein bestimmendes Merkmal des österreichischen Rechtsmittelverfahrens.
Ausnahmsweise darf das Berufungsgericht statt der Zurückweisung die in erster Instanz gepflogene Verhandlung ergänzen und durch Urteil in der Sache selbst erkennen, wenn nicht anzunehmen ist, dass dadurch im Vergleich zur Zurückweisung die Erledigung verzögert oder ein erheblicher Mehraufwand an Kosten verursacht würde. Tatumstände und Beweise, die nach dem Inhalt des Urteils und der sonstigen Prozessakten in erster Instanz nicht vorgekommen sind, dürfen von den Parteien im Berufungsverfahren aber nur zur Dartuung oder Widerlegung der geltend gemachten Berufungsgründe vorgebracht werden; auf solches neues Vorbringen darf überdies nur dann Rücksicht genommen werden, wenn es vorher im Wege der Berufungsschrift oder der Berufungsbeantwortung dem Gegner mitgeteilt wurde (§ 482 Abs. 2 ZPO).

## Schweiz
Die Schweizer Zivilprozessordnung unterscheidet in Art. 229 zwischen echten und unechten Noven, je nachdem, ob sie erst nach Abschluss des Schriftenwechsels oder nach der letzten Instruktionsverhandlung entstanden oder gefunden worden sind (echte Noven) oder schon davor vorhanden waren, aber trotz zumutbarer Sorgfalt nicht vorher vorgebracht werden konnten (unechte Noven). Für die erste Instanz stellt diese Regelung einen Kompromiss zwischen der strengen Eventualmaxime – wie nach altrechtlicher ZPO des Kantons Basel-Stadt – und einem großzügigen Novenrecht – wie beispielsweise nach luzernischer ZPO – dar. Im Berufungsverfahrens sind Noven gem. Art. 317 ZPO zulässig, wenn sie ohne Verzug vorgebracht werden und trotz zumutbarer Sorgfalt nicht schon vor erster Instanz vorgebracht werden konnten.